# 卢基乌斯·李锡尼·卢库鲁斯
卢基乌斯·李锡尼·卢库鲁斯（拉丁語：Lucius Licinius Lucullus，?—?），前151年作为一个“新人”（novus homo）成为了罗马执政官。他因征兵抽税过于严苛而被保民官囚禁。
他也参与过卢西塔尼亚战争。